# (8399) Wakamatsu
(8399) Wakamatsu (1994 AD) – planetoida z grupy pasa głównego asteroid okrążająca Słońce w ciągu 3,79 lat w średniej odległości 2,43 au. Odkryta 2 stycznia 1994 roku.